# Charles Mathiesen
Charles Mathiesen   (Drammen, 12 de febrer de 1911 - Drammen, 7 de novembre de 1994) fou un patinador de velocitat sobre gel noruec que va competir durant les dècades de 1930 i 1940.
El 1936 va prendre part en els Jocs Olímpics d'Hivern de Garmisch-Partenkirchen, on va disputar tres proves del programa de patinatge de velocitat. Guanyà la medalla d'or en la prova dels 1.500 metres, establint un nou rècord olímpic. Amb aquesta victòria evità que el seu compratriota Ivar Ballangrud guanyés les quatre medalles d'or. En els 10.000 metres fou quart i en els 5.000 metres setè. També va prendre part, sense sort, en els Jocs de 1948.
En el seu palmarès també destaquen dues medalles de bronze al Campionat del Món, el 1938 i 1939, i tres medalles al Campionat d'Europa, d'or el 1938 i de plata el 1936 i 1939.
El 1940 va establir el rècord del món en els 10.000 metres, un rècord que va mantenir durant gairebé nou anys.